# Carlo Peretti
Carlo Peretti (Firenze, 5 marzo 1930 – 1º giugno 2018) è stato un pallanuotista italiano, vincitore di una medaglia di bronzo all'olimpiade di Helsinki 1952 e agli europei di Torino 1954, oltre che di un oro ai Giochi del Mediterraneo del 1955. Ha conquistato quattro campionati italiani (uno con la R.N. Florentia, due con il Camogli ed uno con la Lazio) e due scudetti indoor, entrambi con la calottina biancoceleste.